# Wignehies
Wignehies é uma comuna francesa na região administrativa de Altos da França, no departamento do Norte. Estende-se por uma área de 13.86 km². Em 2010 a comuna tinha 2 910 habitantes (densidade: 210 hab./km²).